# Sérgio Mendes
Sérgio Santos Mendes, (født 11. februar 1941 i Niterói, Rio de Janeiro, Brasilien, død 5. september 2024) var en brasiliansk musiker.
Mendes studerede musik på konservatoriet i sin by for at blive klassisk pianist. Mens hans interesse for jazzen voksede, begyndte han at spille på natklubber i 1950'erne, årtiet hvor musikstilen bossa nova blev født.
Mendes spillede med Antonio Carlos Jobim, anset som Mendes lærer, og mange andre jazzmusikere fra USA som besøgte Brasilien. Senere i 1961 dannede Mendes El Sexteto Bossa Rio og indspillede pladen Dance Moderno. På en turné i Europa og USA indspillede Mendes albums med Cannonball Adderly og Herbie Mann og optrådte i Carnegie Hall.
Mendes slog sig ned i USA i 1964, hvor hans popularitet blev større. Han komponerede musikken til filmen The Look Of Love og blev indbudt til at give koncerter for præsident Lyndon B. Johnson og Richard Nixon.
Hans største succes var Mas Que Nada (Ma-sh Kay Nada), med Brasil 66 Band.

## Diskografi
1960'erne
- Dance Moderno (1961), The Bossa Rio Sextet
- Quiet Nights (1963)
- Você Ainda Não Ouviu Nada (1963), Sergio Mendes & Bossa Rio
- The Swinger From Rio (1964)
- Bossa Nova York (1964), Sergio Mendes Trio
- Cannonbal's Bossa Nova with Bossa Rio (1964)
- In Person At El Matador! (1964), Sergio Mendes & Brasil '65
- Brasil '65 (1965), Wanda de Sah feat. Sergio Mendes Trio
- The Great Arrival (1966)
- Herp Alpert Presents (1966), Sergio Mendes & Brazil '66
- Equinox (1967), Sergio Mendes & Brasil '66
- The Beat Of Brazil (1967)
- Sergio Mendes' Favorite Things (1968)
- Look Around (1967), Sergio Mendes & Brasil '66
- Crystal Illusions (1969), Sergio Mendes & Brasil '66
- The Fool On The Hill (1969), Sergio Mendes & Brasil '66
- Ye-Me-Lê (1969), Sergio Mendes & Brasil '66

1970'erne
- Live At Expo' 70 (1970), Sergio Mendes & Brasil '66
- Stillness (1971), Sergio Mendes & Brasil '66
- País Tropical (1971), Sergio Mendes & Brasil '77
- Raizes (1972)
- Primal Roots (1972), Sergio Mendes & Brasil '77
- Love Music (1973), Sergio Mendes & Brasil '77
- In Concert (1973), Sergio Mendes & Brasil '77
- I Believe (1974), Sergio Mendes & Brasil '77
- Vintage 74 (1974), Sergio Mendes & Brasil '77
- Single (1975), Sergio Mendes
- Home Cooking (1976), Sergio Mendes & Brasil '77
- Sergio Mendes & The New Brasil '77 (1977)
- Brasil '88 (1978)
- Pelé – Original Soundtrack (1978), Sergio Mendes
- Horizonte Aberto (1979)
- Magic Lady (1979), Sergio Mendes

1980'erne
- Never Gonna Let You Go – Tema da novela Final Feliz (1982), Sergio Mendes
- Sergio Mendes (1983), Sergio Mendes
- Confetti (1984), Sergio Mendes
- Brasil '86 (1986), Sergio Mendes
- Arara (1989), Sergio Mendes

1990'erne
- Brasileiro (1992), Sergio Mendes
- Oceano (1996), Sergio Mendes

2000'erne
- Timeless (2006), Sergio Mendes